# Йер (Эсон)
Йер (фр. Yerres) — французский город, расположенный на севере департамента Эсон (Essonne), в 22 км на юго-восток от Парижа.
Художник Гюстав Кайботт жил в Йере с 1860 до 1879 г. и написал здесь более 80 картин в стиле импрессионизма. Его имение сейчас превращено в городской парк свободного доступа.